# توتا (لاعب كرة قدم)
توتا (بالبرتغالية: Adorcelino Wesley Gomes da Silva‏) هو لاعب كرة قدم برازيلي في مركز الوسط، ولد في 17 مارس 1984 في ريو دي جانيرو في البرازيل. لعب مع أريس تسالونيكي وغريميو بورتو أليغرينزي ونادي سانتوس.

## وصلات خارجية
- توتا (لاعب كرة قدم) على موقع قاعدة بيانات كرة القدم.إي يو (الإنجليزية)
- توتا (لاعب كرة قدم) على موقع Soccerway.com (الإنجليزية)
- توتا (لاعب كرة قدم) على موقع عالم كرة القدم.نت (الإنجليزية)